# Green Chemistry
Green Chemistry (abrégé en Green Chem.) est une revue scientifique britannique à comité de lecture. Ce mensuel publie des articles de recherches originales dans le domaine de la chimie verte.
D'après le Journal Citation Reports, le facteur d'impact de ce journal était de 8,59 en 2017. Le directeur de publication est Philip Jessop (Queen's University, Canada).